# خلیفه‌گری ارامنه تهران
خلیفه‌گری ارمنی‌های تهران (به ارمنی: Ազգային Առաջնորդարան) یک مرجع و سازمان دینی که مسئولیت ادارهٔ امور ارمنی‌های تهران را برعهده دارد؛ که در سال ۱۹۴۵ میلادی تأسیس شد. خلیفه‌گری ارمنی‌های تهران دارای اساسنامه قانونی و زیرنظر سازمان اوقاف و امور خیریه جهت اداره امور کلیساها، مدارس، گورستان‌ها و رسیدگی به زندگی فرهنگی و اجتماعی ارمنی‌های حوزه تهران فعال است. مقر خلیفه‌گری ارمنی‌های تهران ابتدا کلیسای مریم مقدس بود که بعد از ساخت کلیسای سرکیس مقدس به این محل جدید انتقال یافت. در تهران به خاطر قرارگیری خلیفه‌گری ارمنی‌های تهران در کنار این کلیسا به‌عنوان نماد مسیحیت تهران یاد می‌شود.
اسقف اعظم سبوه سرکیسیان پس از درگذشت آرداک مانوکیان، از سال ۱۹۹۹ میلادی به‌عنوان خلیفه ارمنی‌های تهران برگزیده‌شد.
در حال حاضر ریاست شورای خلیفه‌گری ارمنی‌های تهران را «روبن کاراپتیان» بر عهده دارد. در سالهای پیشین «ادوارد باباخانیانس» ریاست شورا را برعهده داشت.

## نگارخانه

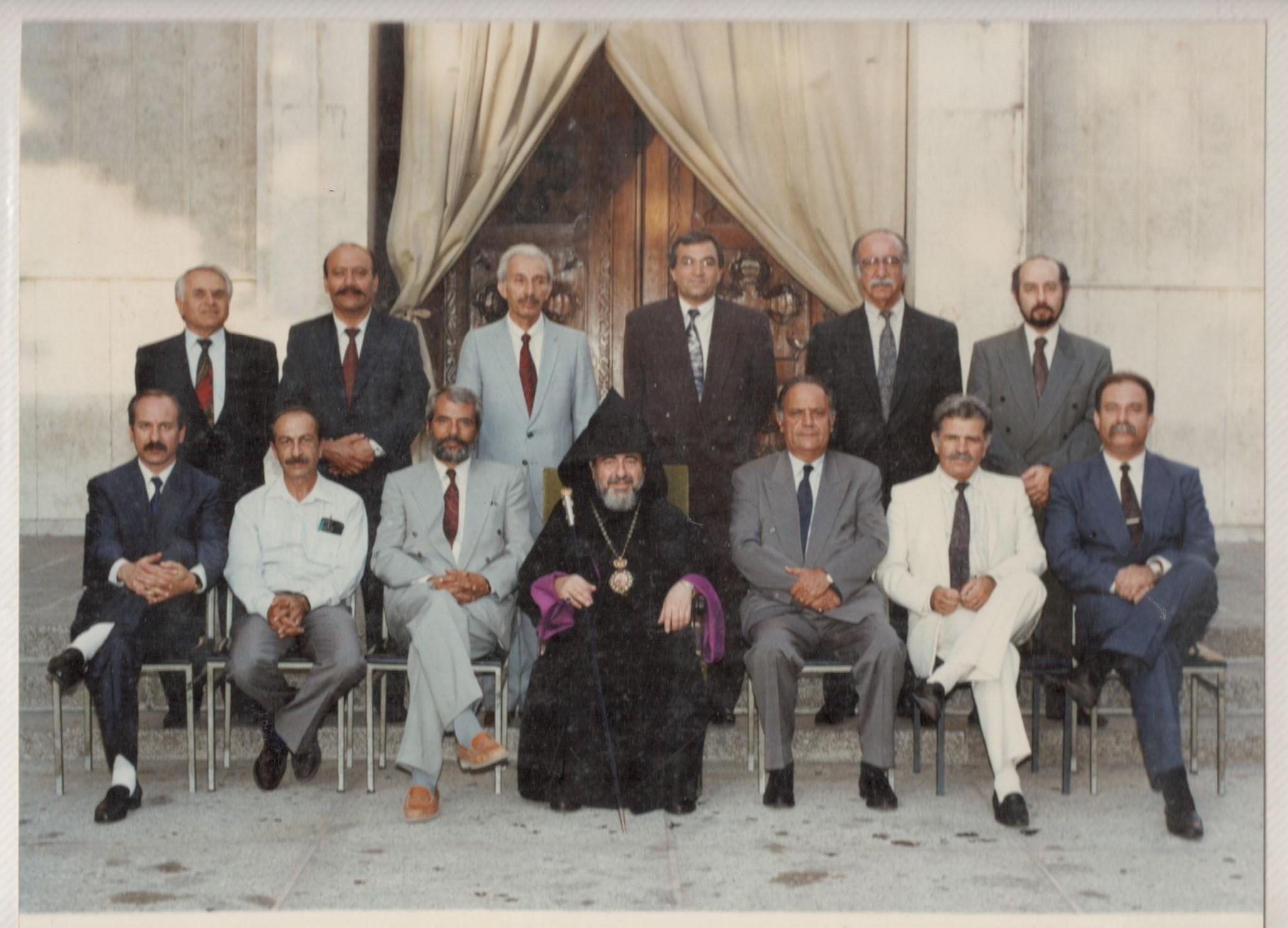
اعضای شورای خلیفه‌گری ارامنه تهران